# Devola (Ohio)
Devola es un lugar designado por el censo ubicado en el condado de Washington en el estado estadounidense de Ohio. En el Censo de 2010 tenía una población de 2652 habitantes y una densidad poblacional de 190,75 personas por km².

## Geografía
Devola se encuentra ubicado en las coordenadas 39°28′27″N 81°28′13″O / 39.47417, -81.47028. Según la Oficina del Censo de los Estados Unidos, Devola tiene una superficie total de 13.9 km², de la cual 13.3 km² corresponden a tierra firme y (4.34%) 0.6 km² es agua.

## Demografía
Según el censo de 2010, había 2652 personas residiendo en Devola. La densidad de población era de 190,75 hab./km². De los 2652 habitantes, Devola estaba compuesto por el 97.93% blancos, el 0.72% eran afroamericanos, el 0.08% eran amerindios, el 0.49% eran asiáticos, el 0.04% eran isleños del Pacífico, el 0.11% eran de otras razas y el 0.64% pertenecían a dos o más razas. Del total de la población el 0.83% eran hispanos o latinos de cualquier raza.